# 安永篤次郎
安永 篤次郎（やすなが とくじろう、1892年（明治25年）12月19日 - 1970年（昭和45年）4月5日）は、大日本帝国陸軍軍人。最終階級は陸軍少将。功四級。

## 経歴
1892年（明治25年）に東京府で生まれた。陸軍士官学校第27期卒業。1940年（昭和15年）8月1日に陸軍歩兵大佐に進級し、9月9日に歩兵第27連隊長（北方軍・第7師団・第7歩兵団）に就任して旭川に位置した。1944年（昭和19年）6月に北支那方面軍司令部附を経て、1945年（昭和20年）5月5日に独立歩兵第12旅団長（支那派遣軍・第6方面軍）に就任し、6月10日に陸軍少将に進級。終戦時は咸寧に位置した。
1948年（昭和23年）1月31日、公職追放仮指定を受けた。